# Australiens delstater och territorier
Australien är ett statsförbund som består av sex delstater, två större fastlandsterritorier och andra mindre territorier. 
Delstaterna är New South Wales, Queensland, South Australia, Tasmanien, Victoria och Western Australia. De två territorierna med självstyre är Northern Territory och Australian Capital Territory.

## Bakgrund
För det mesta fungerar territorierna på samma sätt som delstaterna, men det federala parlamentet kan åsidosätta territoriernas lagstiftning. I kontrast till det åsidosätter enbart den federala lagstiftningen delstaternas lagstiftning i vissa områden, dessa områden definieras i den australiska konstitutionen. Sådant av lokalt intresse, såsom sjukvård, utbildning, polis, vägnät, et cetera, regleras av delstaternas parlament.
Australien har också flera mindre territorier. Den federala regeringen administrerar ett separat område i New South Wales, Jervis Bay-territoriet, som ska fungera som huvudstadens hamn. Övriga mer eller mindre befolkade externa territorier är Norfolkön, Julön, Heard- och McDonaldöarna, Kokosöarna, Ashmore- och Cartieröarna, Korallhavsöarna och Australiens antarktiska territorium.

## Lista över delstater och territorier
Nedan följer en lista över Australiens delstater och territorier, de områden som finns med på kartan markeras med motsvarande siffra. Inom parentes anges huvudstad, vilket på kartan markeras med röd punkt.

### Delstater
1. New South Wales (NSW) (Sydney)
2. Victoria (VIC) (Melbourne)
3. Queensland (QLD) (Brisbane)
4. South Australia (SA) (Adelaide)
5. Western Australia (WA) (Perth)
6. Tasmanien (TAS) (Hobart)

### Fastlandsterritorier
1. Australian Capital Territory (ACT) (Canberra)

1. Northern Territory (NT) (Darwin)

- Jervis Bay Territory

### Externa territorier
- Ashmore- och Cartieröarna
- Norfolkön
- Julön
- Kokosöarna
- Korallhavsöarna
- Heard- och McDonaldöarna
- Australiens antarktiska territorium